# Lisa Borutta
Lisa Borutta (* 3. Dezember  1997 in Cuxhaven) ist eine deutsche Handballspielerin.

## Karriere

### Hallenhandball
Borutta begann das Handballspielen beim TSV Altenwalde. Anfangs warf sie noch mit der rechten Hand, jedoch stellte sie den Wurf auf Empfehlung ihrer Trainerin auf die linke Hand um. Im Jahr 2014 wechselte sie in die Jugendabteilung vom Buxtehuder SV. Mit der A-Jugend gewann die Rückraumspielerin 2016 die deutsche Meisterschaft. Weiterhin lief sie mit der 2. Damenmannschaft in der 3. Liga auf. In der Saison 2017/18 bestritt Borutta 25 Punktspiele für die Bundesligamannschaft des BSV, für die sie neun Tore warf. Anschließend schloss sie sich dem Zweitligisten HL Buchholz 08-Rosengarten an. Im Jahr 2020 stieg sie mit dem Verein in die Bundesliga auf. Weiterhin stand sie mit Rosengarten im Finale des DHB-Pokals 2020/21. Borutta wechselte im Sommer 2021 zum Zweitligisten Frisch Auf Göppingen. Seit der Saison 2023/24 steht sie beim Bundesligisten VfL Oldenburg unter Vertrag.

### Beachhandball
Mit der Deutschen Beachhandball-Nationalmannschaft der Juniorinnen gewann Borutta bei den Junioren-Europameisterschaften 2015 (U 19) in Lloret de Mar die Bronzemedaille.